# Falloria lyrea
Falloria lyrea är en mångfotingart som först beskrevs av Shelley 1981.  Falloria lyrea ingår i släktet Falloria och familjen Xystodesmidae. Inga underarter finns listade i Catalogue of Life.